# Azeus
Azeus (altgriechisch Ἀζεύς Azeús) ist eine Person der griechischen Mythologie. 
Azeus stammt aus Orchomenos. Er ist ein Sohn des Klymenos sowie Bruder des Erginos, Stratios, Arrhon und Pyleos. Des Weiteren ist er der Vater des Aktor sowie Großvater der Astyoche, der Mutter der Argonautenfahrer und Teilnehmer am Trojanischen Krieg Askalaphos und Ialmenos.
Um die von Thebanern verübte Ermordung seines Vaters Klymenos bei einem Fest für Poseidon in Onchestos zu rächen, zieht Azeus mit seinen Brüdern unter Anführung des ältesten, Erginos, gegen Theben und zwingt dessen Einwohner zur Zahlung von Tributen.